# Rikard
Rikard är ett mansnamn som har sitt ursprung i det fornhögtyska namnet Richart, som är sammansatt av Rik- som betyder 'härskare' och -hart som betyder 'hård'. Stavningen Rikard är den som står i den svenska almanackan. Andra stavningar är Richard, Rickard eller Ricard. För varianten Ricardo se Ricardo (namn).
Rikard har ökat i popularitet sedan 1960-talet och blev på 1980-talet ett modenamn. Rikard nådde kulmen på sin popularitet 1990 då det intog 28:e platsen på topplistan. De senaste åren har populariteten sjunkit snabbt. Den 31 december 2009 fanns det totalt 50 469 personer i Sverige med namnet Rickard/Rikard/Richard, varav 26 058 med det som tilltalsnamn. År 2010 fick 16 pojkar Rickard som tilltalsnamn i Sverige.
Rikard har namnsdag den 7 februari. I den finlandssvenska namnsdagslängden har Rikard namnsdag 7 februari sedan starten 1929, då en egen namnsdagskalender togs i bruk för finlandssvenskar. 1973–1994 fanns också parallellstavningen Rickard i namnsdagskalendern.

## Personer med förnamnet Rikard/Rickard/Richard
- Rikard I av Normandie
- Rikard I Lejonhjärta
- Rikard II av England
- Rikard III av England
- Rikard, earl av Cambridge 1375–1415 (Rosornas krig)
- Rikard, hertig av York 1411–1460 (Rosornas krig)
- Rikard av Shrewsbury, hertig av York 1473–1483 (Prinsarna i Towern)
- Richard Allan, brittisk parlamentsledamot
- Richard Attenborough,  brittisk regissör, filmproducent och skådespelare
- Richard Avedon, amerikansk mode- och porträttfotograf
- Rickard Berglind, svensk friidrottare
- Rikard Bergqvist, svensk skådespelare och regissör
- Ricky Bruch, svensk friidrottare
- Richard Burton, walesisk skådespelare
- Richard Butler, amerikansk flygingenjör, rasist och grundare av Aryan Nations
- Richard Austen Butler, brittisk politiker
- Richard B. Cheney, amerikansk republikansk politiker, vicepresident 2001-2009
- Richard Dahl,  svensk höjdhoppare, bragdmedaljör
- Richard Dawkins, brittisk etolog, evolutionsbiolog och populärvetenskaplig författare
- Richard Dean Anderson, amerikansk skådespelare
- Richard Dybeck, svensk jurist, folkminnesforskare och diktare
- Rickard Ericsson, svensk entreprenör, känd för att ha start LunarStorm
- Rickard Fagerlund, svensk ishockeyspelare
- Rickard Falkvinge,  svensk politiker, systemutvecklare och IT-entreprenör
- Richard Fosbury, amerikansk höjdhoppare
- Rikard Franzén, svensk ishockeyspelare
- Richard Freitag, tysk backhoppare
- Rickard Fuchs, svensk läkare, komiker, skämttecknare och författare
- Richard Gere, amerikansk skådespelare
- Richard F. Gordon, amerikansk astronaut
- Rikard Grip, svensk idrottsledare
- Rikard Grönborg, landslagstränare i ishockey
- Richard Gustafsson, svensk författare, politiker
- Richard Hammond, brittisk programledare i tv
- Richard Herrey, svensk artist och nöjesproducent
- Richard Holbrooke, amerikansk diplomat
- Richard Mentor Johnson, amerikansk vicepresident 1837-1841
- Richard Jomshof, riksdagsledamot och partisekreterare för Sverigedemokraterna
- Richard Kuhn, österrikisk-tysk biokemist, mottagare av Nobelpriset i kemi 1938
- Richard Lidberg, svensk skådespelare och fotbollstränare
- Rikard Lindström, svensk konstnär och författare
- Richard Nilsson, svensk motocrossförare
- Richard Nixon, amerikansk politiker, vicepresident 1953-1961, president 1969-1974
- Rikard Nordraak, norsk kompositör
- Rikard Norling, svensk fotbollsspelare och tränare
- Rickard Olsson, svensk programledare
- Rikard Rasmusson, svensk friidrottare
- Rickard Rydell, svensk racerförare
- Rickard Sandler, svensk socialdemokratisk politiker och statsminister 1925–1926
- Rickard Sarby, svensk seglare och båtbyggare
- Richard E Smalley, amerikansk nobelpristagare i kemi 1996
- Richard M. Stallman, amerikansk programmerare och förespråkare för fri programvara
- Richard Starkey, känd som Ringo Starr, brittisk musiker, sångare och skådespelare, trummis i The Beatles
- Richard Steele, engelsk författare
- Richard Stone, amerikansk politiker
- Richard Strauss, tysk kompositör
- Rickard Sjöberg, svensk programledare
- Rickard Söderberg, svensk operasångare och debattör
- Richard Tauber, österrikisk operasångare, tenor
- Richard E Taylor, kanadensisk nobelpristagare i fysik 1990
- Richard Trevithick, brittisk ingenjör, anses ha uppfunnit världens första fungerande järnvägslok
- Richard Virenque, fransk tävlingscyklist
- Richard Wagner, tysk musikdramatiker, tonsättare, dirigent och författare
- Richard Walsh (född 1988), australisk MMA-utövare
- Richard von Weizsäcker, tysk förbundspresident 1984-1994
- Richard Willstätter, tysk nobelpristagare i kemi 1915
- Rikard Wolff, svensk skådespelare och sångare
- Richard Wurmbrand, rumänsk evangelikal kristen präst, författare och lärare
- Little Richard, egentligen Richard Wayne Penniman, amerikansk rockartist, sångare och pianist

## Fiktiva personer med förnamnet Rikard/Rickard/Richard
- Richard Furumo, centralfigur i Carl Jonas Love Almqvists berättelse Jaktslottet (1833, 1839) som ingår i Törnrosens bok
- Rikard Revär. Seriefigur i 91:an Karlsson.